# Поух
Поух (нем. Pouch; произносится pʰoːx) — посёлок в Германии, в земле Саксония-Анхальт, входит в район Анхальт-Биттерфельд в составе коммуны Мульдештаузе.
Расположен между Лейпцигом и Виттенбергом. Население составляет 1680 человек (на 31 декабря 2008 года). Занимает площадь 29,7 км².

## История
Впервые упоминается в составленной в начале XI века хронике Титмара Мерзебургского. Реформация достигла Поуха в 1528 году, когда в местной церкви впервые прошла служба по лютеранскому обряду. В 1575 году в Поухе было 370 жителей, и по тогдашним меркам он считался поселением городского типа. Сильно пострадал от шведских войск в ходе Тридцатилетней войны в 1637 году, навсегда утратив городской характер.
До 2010 года имел статус коммуны и подчинялся управлению Мульдестаузее-Шмерцбах.
1 января 2010 года, после проведённых реформ, Поух вошёл в состав новой коммуны Мульдештаузе.

## Галерея

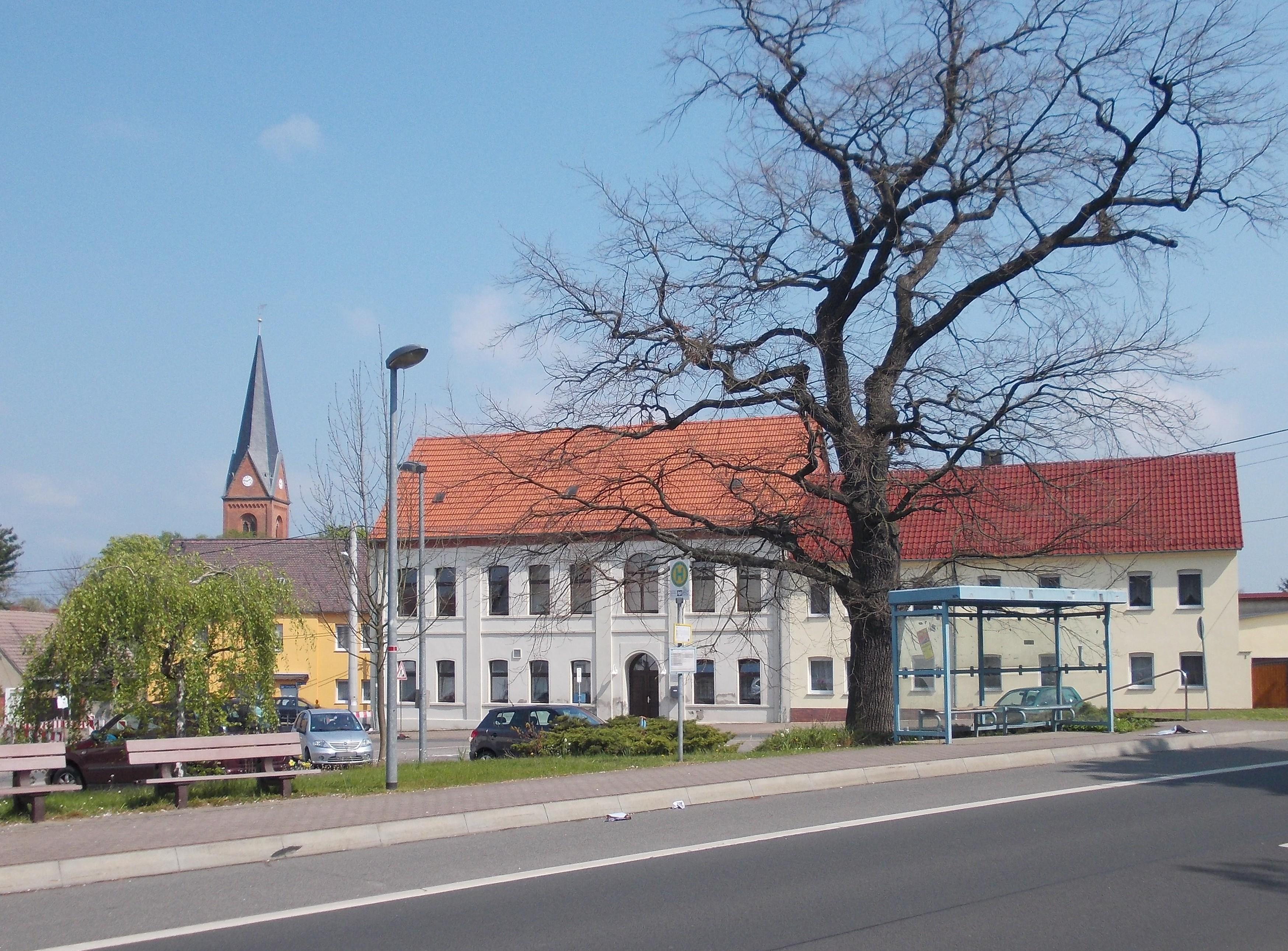
Центральная площадь
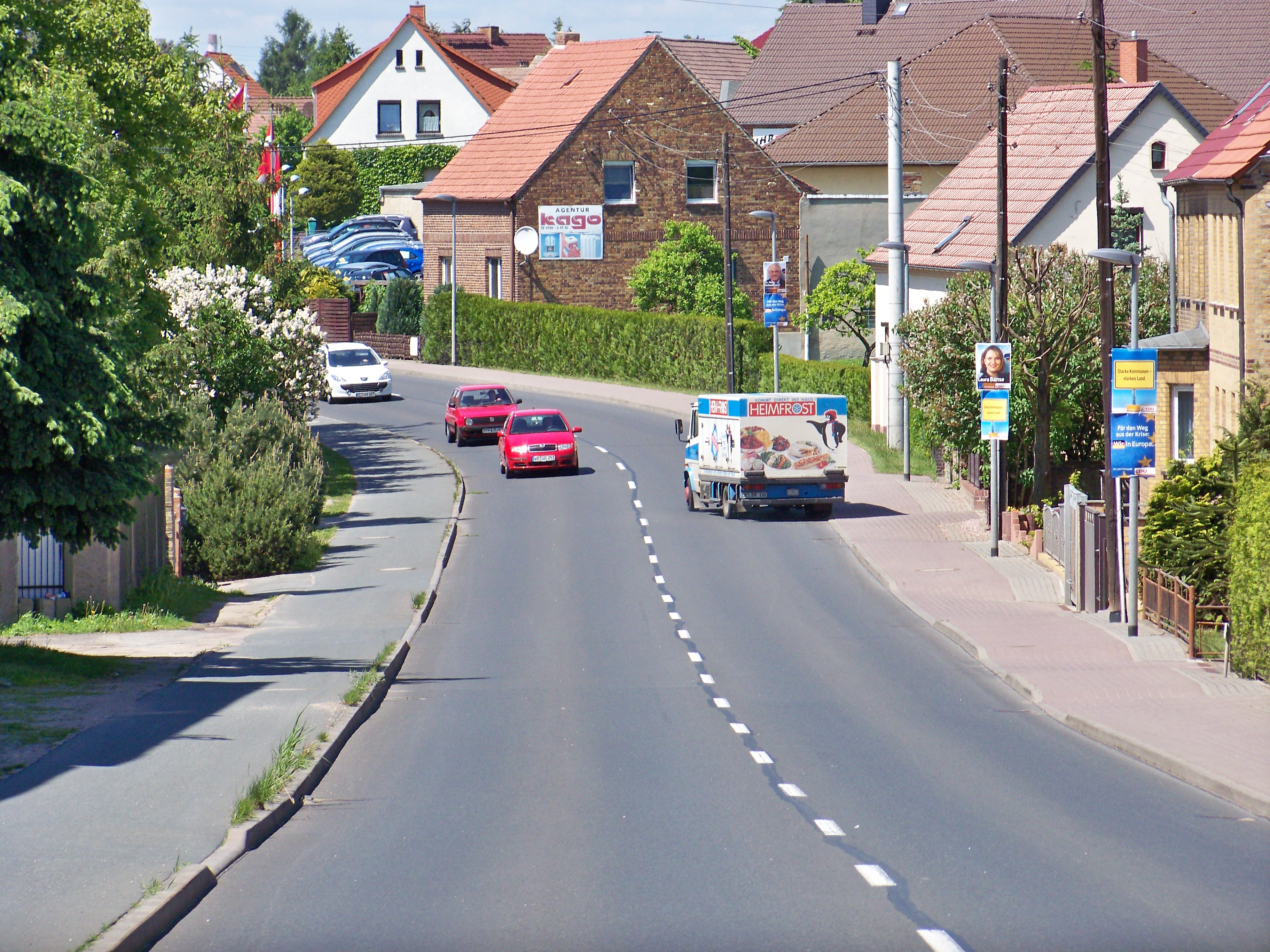
Гаупт-штрассе
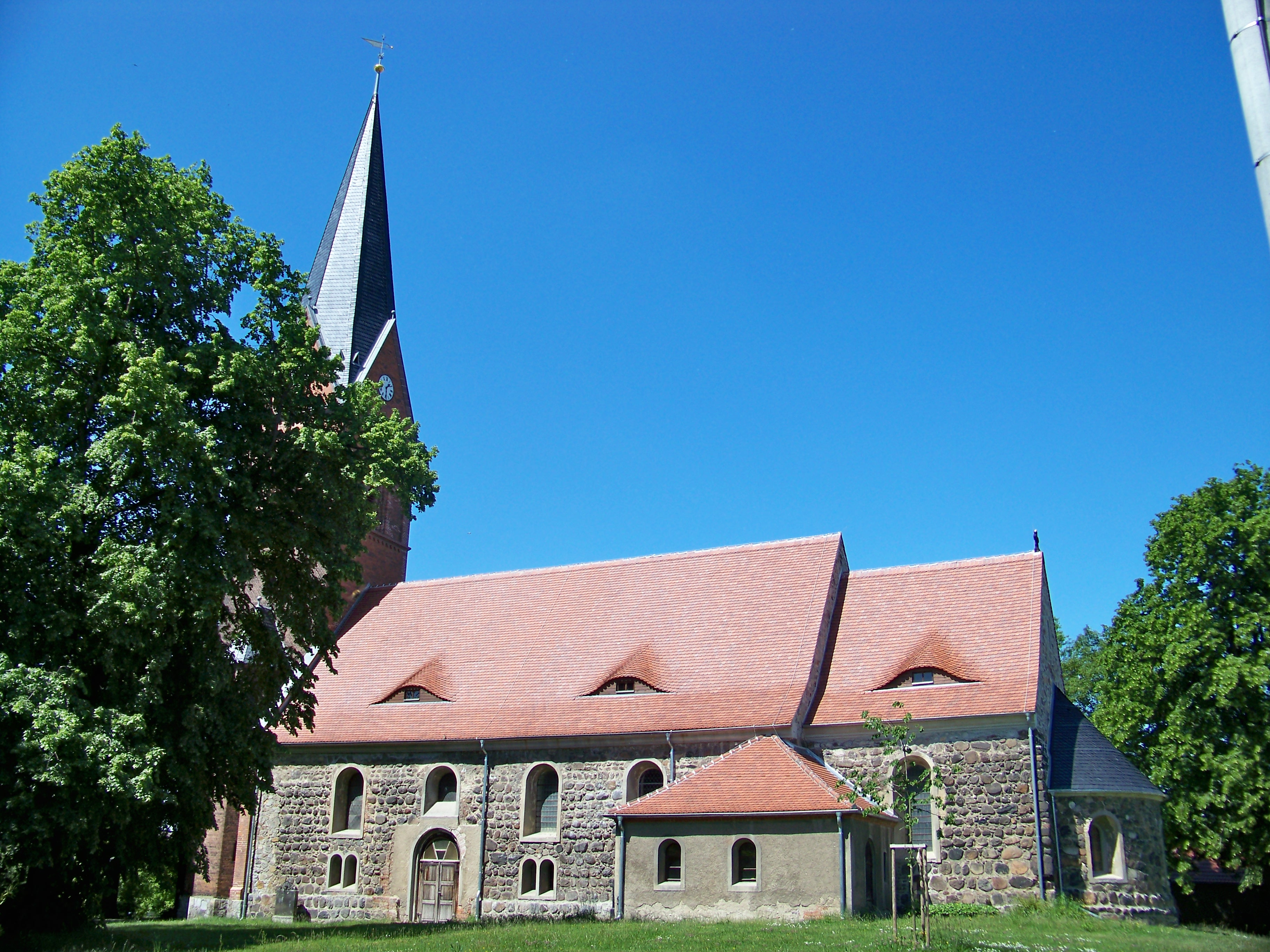
Церковь в Поухе
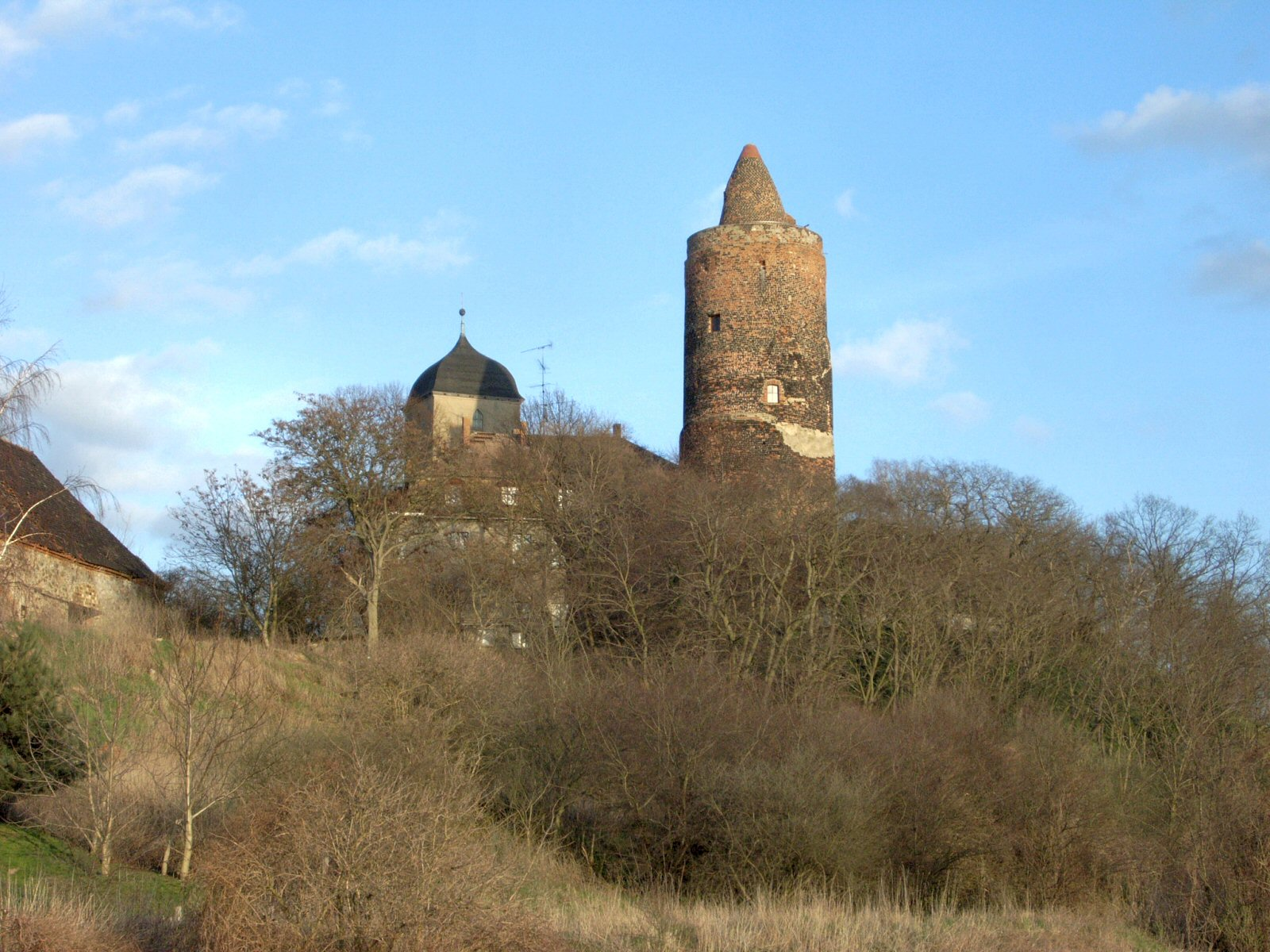
Замок и сторожевая башня